# Premio Internacional de Ciencias Históricas
El Premio Internacional de Ciencias Históricas (Comité international des sciences historiques Prize) es el premio internacional de Historia otorgado por el Comité Internacional de Ciencias Históricas (International International Committee of Historical Sciences / Comité international des sciences historiques [ICHS / CISH]), la asociación internacional de Ciencias Históricas fundada en Ginebra el 14 de mayo de 1926, que concede el Premio Internacional de Historia del CICH, Jaeger-LeCoultre, al "historiador que se ha distinguido en el campo de la Historia (Historiografía) por sus obras, publicaciones o docencia, y haya contribuido significativamente al desarrollo del conocimiento histórico".
Considerado el "Premio Nobel" en Ciencias Históricas, consistente en una Medalla realizada por el grabador francés Nicolas Salagnac en un dibujo del artista ruso Yuri Vishnevsky referenciando a Clio (en 2015) y la esfera de un reloj con el emblema. El primer premio fue para Serge Gruzinski (Escuela de Altos Estudios en Ciencias Sociales y CNRS, París, Francia) entregado el 26 de agosto de 2015 en el XXII Congreso Internacional de Ciencias Históricas. En 2016 se le concedió el Premio Internacional de Historia CISH a Gábor Klaniczay (profesor de Estudios Medievales de la Universidad Central Europea, Budapest) por la excelencia de sus obras, siendo entregado el premio en la Asamblea General realizada en Moscú, en septiembre de 2017.
El jurado del Consejo del CISH, que cuenta con 12 miembros de diferentes países, selecciona al ganador dentro de un grupo de candidatos excelentes y altamente calificados. Solo los miembros colectivos del CISH (sus comités nacionales o sus organizaciones afiliadas internacionales) pueden presentar candidatos.

## Galardonados

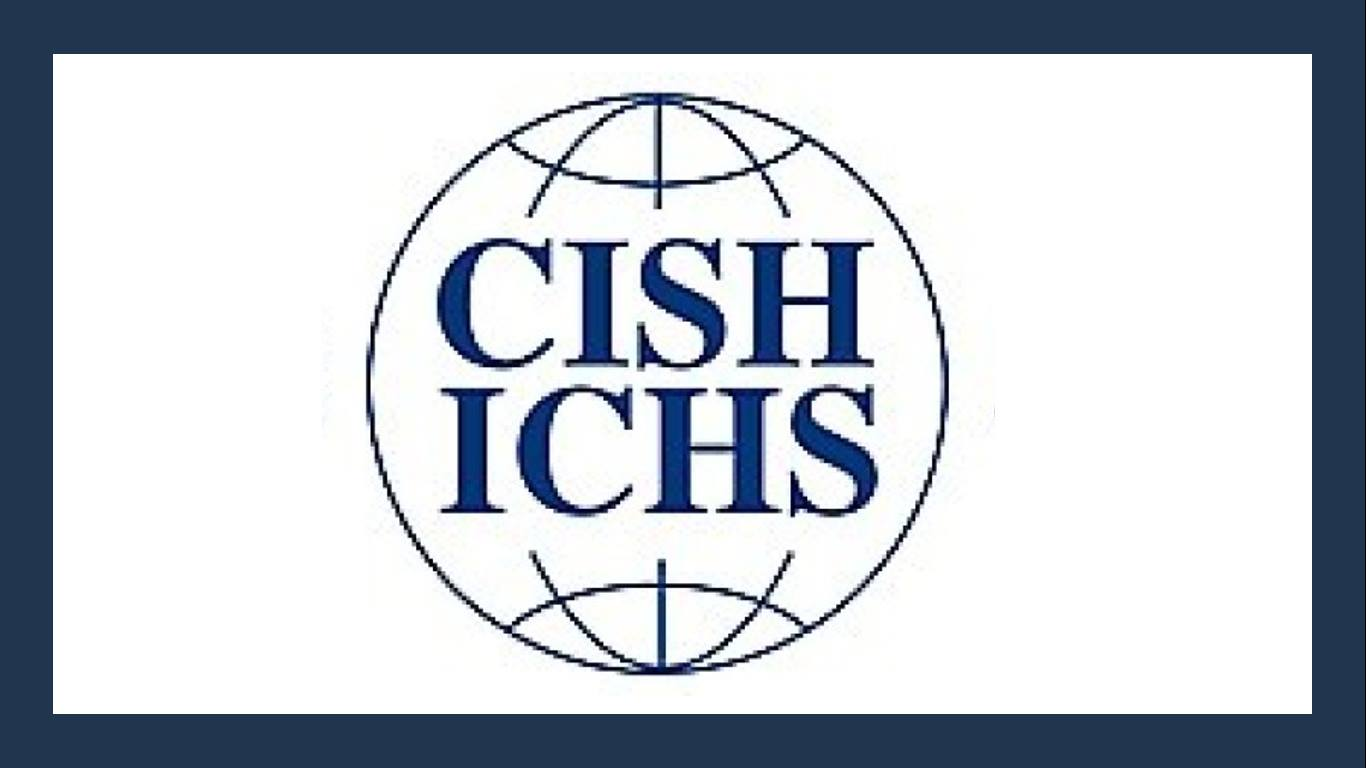
Comité Internacional de Ciencias Históricas.

Los galardonados con el Premio Internacional de Historia del Comité Internacional de Ciencias Históricas:

### Vídeos
- Historiador francés gana primer premio del ICHS

- Datos: Q56324022